# Copa Libertadores 1968
Copa Libertadores 1968 var den nionde säsongen av fotbollsturneringen Copa Libertadores.

## Första gruppspelsfasen

### Grupp 1
| Lag            | S | V | O | F | GM | IM | MSK | Poäng |
| -------------- | - | - | - | - | -- | -- | --- | ----- |
| Estudiantes    | 6 | 5 | 1 | 0 | 12 | 3  | 9   | 11    |
| Independiente  | 6 | 2 | 1 | 3 | 8  | 10 | -2  | 5     |
| Deportivo Cali | 6 | 2 | 1 | 3 | 6  | 10 | -4  | 5     |
| Millonarios    | 6 | 1 | 1 | 4 | 6  | 9  | -3  | 3     |

### Grupp 2
| Lag               | S | V | O | F | GM | IM | MSK | Poäng |
| ----------------- | - | - | - | - | -- | -- | --- | ----- |
| Universitario     | 6 | 3 | 3 | 0 | 17 | 4  | 13  | 9     |
| Sporting Cristal  | 6 | 3 | 3 | 0 | 11 | 5  | 6   | 9     |
| Jorge Wilstermann | 6 | 2 | 1 | 3 | 5  | 8  | -3  | 5     |
| Always Ready      | 6 | 0 | 1 | 5 | 2  | 18 | -16 | 1     |

### Grupp 3
| Lag                  | S | V | O | F | GM | IM | MSK | Poäng |
| -------------------- | - | - | - | - | -- | -- | --- | ----- |
| Universidad Católica | 6 | 4 | 2 | 0 | 11 | 7  | 4   | 10    |
| Emelec               | 6 | 2 | 3 | 1 | 5  | 4  | 1   | 7     |
| El Nacional          | 6 | 1 | 2 | 3 | 5  | 6  | -1  | 4     |
| Universidad de Chile | 6 | 1 | 1 | 4 | 6  | 10 | -4  | 3     |

### Grupp 4
| Lag      | S | V | O | F | GM | IM | MSK | Poäng |
| -------- | - | - | - | - | -- | -- | --- | ----- |
| Peñarol  | 6 | 3 | 2 | 1 | 8  | 2  | 6   | 8     |
| Guaraní  | 6 | 2 | 3 | 1 | 8  | 7  | 1   | 7     |
| Nacional | 6 | 2 | 2 | 2 | 9  | 5  | 4   | 6     |
| Libertad | 6 | 1 | 1 | 4 | 2  | 13 | -11 | 3     |

### Grupp 5
| Lag                 | S | V | O | F | GM | IM | MSK | Poäng |
| ------------------- | - | - | - | - | -- | -- | --- | ----- |
| Palmeiras           | 6 | 5 | 1 | 0 | 12 | 3  | 9   | 11    |
| Deportivo Portugués | 6 | 2 | 1 | 3 | 5  | 11 | -6  | 5     |
| Náutico             | 6 | 1 | 2 | 3 | 7  | 8  | -1  | 4     |
| Deportivo Galicia   | 6 | 2 | 0 | 4 | 5  | 7  | -2  | 4     |

## Andra gruppspelsfasen

### Grupp 1
| Lag           | S | V | O | F | GM | IM | MSK | Poäng |
| ------------- | - | - | - | - | -- | -- | --- | ----- |
| Estudiantes   | 4 | 3 | 0 | 1 | 4  | 2  | 2   | 6     |
| Independiente | 4 | 2 | 0 | 2 | 7  | 3  | 4   | 4     |
| Universitario | 4 | 1 | 0 | 3 | 1  | 7  | -6  | 2     |

### Grupp 2
| Lag                 | S | V | O | F | GM | IM | MSK | Poäng |
| ------------------- | - | - | - | - | -- | -- | --- | ----- |
| Peñarol             | 6 | 4 | 1 | 1 | 11 | 5  | 6   | 9     |
| Sporting Cristal    | 6 | 4 | 1 | 1 | 10 | 5  | 5   | 8     |
| Emelec              | 6 | 0 | 3 | 3 | 4  | 8  | -4  | 3     |
| Deportivo Portugués | 6 | 1 | 1 | 4 | 3  | 10 | -7  | 3     |

### Grupp 3
| Lag                  | S | V | O | F | GM | IM | MSK | Poäng |
| -------------------- | - | - | - | - | -- | -- | --- | ----- |
| Palmeiras            | 4 | 3 | 0 | 1 | 7  | 4  | 3   | 6     |
| Guaraní              | 4 | 2 | 0 | 2 | 7  | 7  | 0   | 4     |
| Universidad Católica | 4 | 1 | 0 | 3 | 6  | 9  | -3  | 2     |

## Semifinal
| Lag         | S | V | O | F | GM | IM | MSK | Poäng |
| ----------- | - | - | - | - | -- | -- | --- | ----- |
| Estudiantes | 3 | 1 | 1 | 1 | 4  | 3  | 1   | 3     |
| Racing Club | 3 | 1 | 1 | 1 | 3  | 4  | -1  | 3     |

| Lag       | S | V | O | F | GM | IM | MSK | Poäng |
| --------- | - | - | - | - | -- | -- | --- | ----- |
| Palmeiras | 2 | 2 | 0 | 0 | 3  | 1  | 2   | 4     |
| Peñarol   | 2 | 0 | 0 | 2 | 1  | 3  | -2  | 0     |

## Final
Om lagen vann en match var, eller om de spelade båda matcherna oavgjort, spelades ytterligare en finalmatch. Slutade den matchen oavgjort tillämpades förlängning. 
|  | 2 maj 1968 | Estudiantes | 2–1 | Palmeiras | Estadio Jorge Luis Hirschi, La Plata |  |
|  |            |             |     |           | Publik: 35 000                       |  |
|  |            |             |     |           |                                      |  |
|  |            |             |     |           |                                      |  |

|  | 7 maj 1968 | Palmeiras | 3–1 | Estudiantes | Estádio do Pacaembu, São Paulo |  |
|  |            |           |     |             | Publik: 40 000                 |  |
|  |            |           |     |             |                                |  |
|  |            |           |     |             |                                |  |

|  | 16 maj 1968 | Palmeiras | 0–2 | Estudiantes | Estadio Centenario, Montevideo |  |
|  |             |           |     |             | Publik: 55 000                 |  |
|  |             |           |     |             |                                |  |
|  |             |           |     |             |                                |  |